# Formostenus pubescenus
Formostenus pubescenus là một loài tò vò trong họ Ichneumonidae.